# عين شبلي
عين شبلي قرية فلسطينية تتبع لمحافظة نابلس في الضفة الغربية، وتقع شرق مدينة نابلس، على بعد حوالي 16 كم منها.

## الجغرافيا
يحد قرية عين شبلي من الشرق طمون، ومن الشمال طمون وبيت حسن، ومن الغرب بيت حسن والعقربانية، ومن الجنوب فروش بيت دجن.

## التضاريس والمناخ
تقع قرية عين شبلي على ارتفاع 75 مترًا عن سطح البحر، ويبلغ المعدل السنوي للأمطار حوالي 287.4 ملم، أما معدل درجات الحرارة فيها فيصل إلى 21 درجة مئوية، والرطوبة 54%.

## السكان
كافة سكان قرية عين شبلي هم من اللاجئين الفلسطينيين وبلغ عددهم 313 نسمة حسب التعداد السكاني لعام 2017 من قبل الجهاز المركزي للإحصاء الفلسطيني. ورغم أن سكان هذه المنطقة لاجئين إلا أنهم لا يتلقون أية مساعدات أو خدمات من قبل وكالة غوث وتشغيل اللاجئين.

## تاريخها
يُقال إن اسم القرية يعود إلى قاطع طريق سيئ السمعة يُدعى شبلي، كان يقيم بالقرب من نبع ماء في القرية ويقوم بسرقة المسافرين، مما أدى إلى تسمية القرية باسمه. تأسست عين شبلي عام 1948، وينحدر سكانها في الأصل من يافا والحمة. ووفقًا لتعداد عام 1997، كان 141 من أصل 148 من سكان عين شبلي مسجلين كلاجئين، وهي أعلى نسبة بين أي منطقة غير تابعة لمخيمات اللاجئين.
بموجب اتفاقية أوسلو الثانية المؤقتة، التي وُقعت في 28 سبتمبر 1995، تم تقسيم عين شبلي إلى منطقتين: المنطقة (ب) والمنطقة (ج). تشمل المنطقة (ب) حوالي 385 دونمًا، أي ما يعادل 68% من إجمالي مساحة القرية، حيث تتولى السلطة الوطنية الفلسطينية المسؤولية الكاملة عن الشؤون المدنية، بينما تحتفظ إسرائيل بالمسؤولية النهائية عن الأمن. أما المنطقة (ج)، التي تبلغ مساحتها 182 دونمًا أو 32% من إجمالي مساحة القرية، فتظل تحت السيطرة الإسرائيلية الكاملة من حيث الأمن والإدارة، حيث تُفرض قيود على البناء وإدارة الأراضي للفلسطينيين، ما لم يحصلوا على إذن من الإدارة المدنية الإسرائيلية. يعيش غالبية سكان عين شبلي في المنطقة (ب). منذ هجوم 7 أكتوبر، واجه سكان عين شبلي تصاعدًا في المضايقات والعنف من قبل المستوطنين الإسرائيليين المحليين. وفي أكتوبر 2023، أُجبر أكثر من 100 شخص على الفرار من منازلهم بعد تلقيهم تهديدات من مستوطنين مسلحين.